# La Chapelle-Saint-Ursin
La Chapelle-Saint-Ursin ist eine französische Gemeinde mit 3687 Einwohnern (Stand 1. Januar 2022) im Département Cher in der Region Centre-Val de Loire. Sie gehört zum  Arrondissement Bourges und zum Kanton Saint-Doulchard.

## Geographie
La Chapelle-Saint-Ursin ist eine banlieue westlich von Bourges. Umgeben wird La Chapelle-Saint-Ursin von den Nachbargemeinden Marmagne im Norden und Nordwesten, Bourges im Osten, Le Subdray im Süden sowie Morthomiers im Westen und Südwesten.
Durch die Gemeinde führt die Autoroute A71.

## Geschichte
Eine prähistorische Nekropole und Hausreste aus der gallorömischen Epoche weisen auf eine frühe Besiedlung der Gemeinde hin.

### Bevölkerungsentwicklung
| Jahr      | 1962 | 1968 | 1975 | 1982 | 1990 | 1999 | 2006 | 2011 |
| Einwohner | 859  | 1326 | 1953 | 2430 | 2890 | 3193 | 3206 | 3246 |

## Sehenswürdigkeiten
- Kirche Saint-Ursin mit Teilen aus dem 12. Jahrhundert, Seitenkapellen aus dem 15. Jahrhundert, im Wesentlichen 19. Jahrhundert

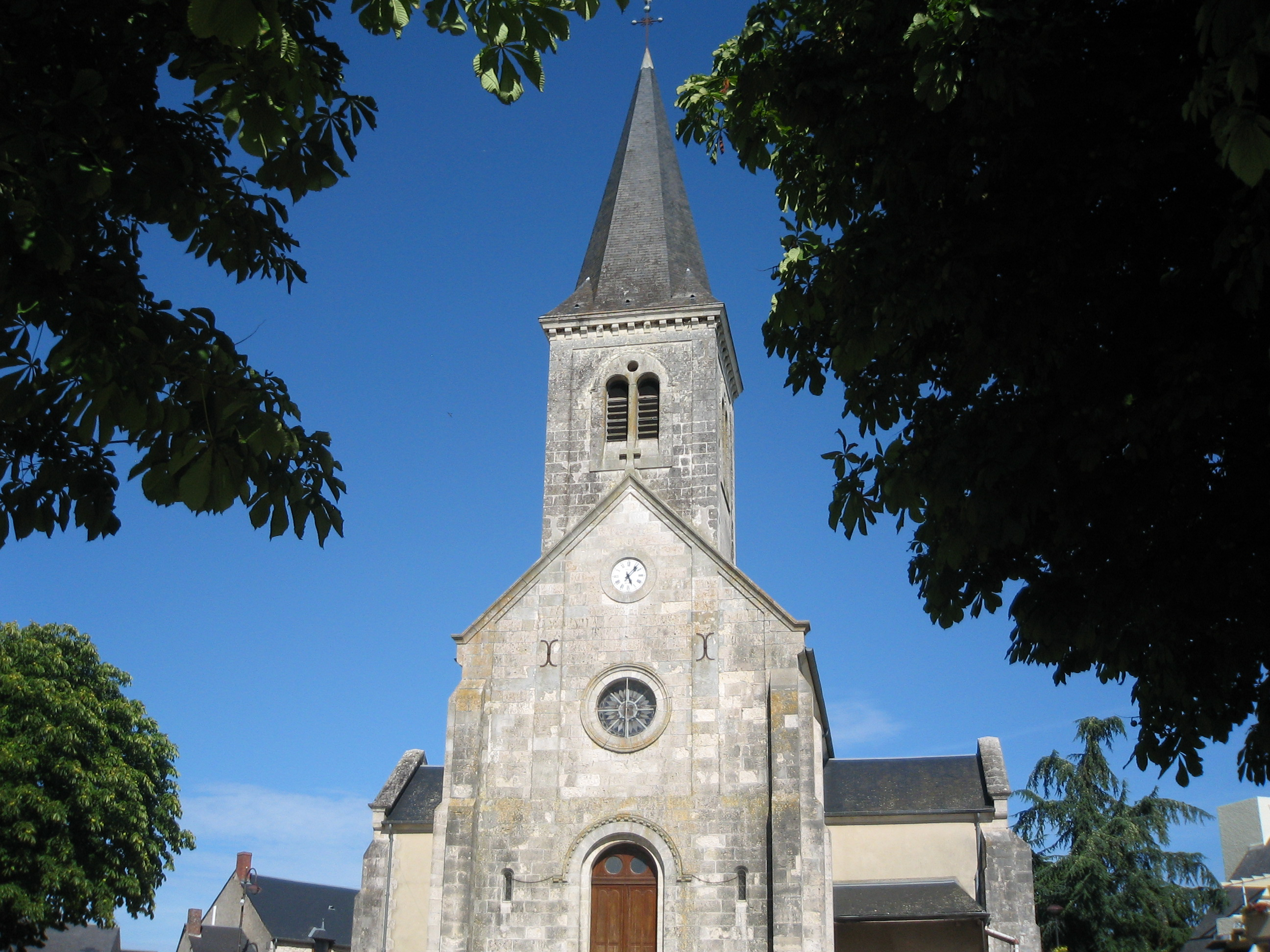
Kirche Saint-Ursin